# Quincy (Washington)
Quincy è una città degli Stati Uniti d'America, situata nello Stato di Washington, nella Contea di Grant.